# Instytut Moralnie Zaniedbanych Dzieci

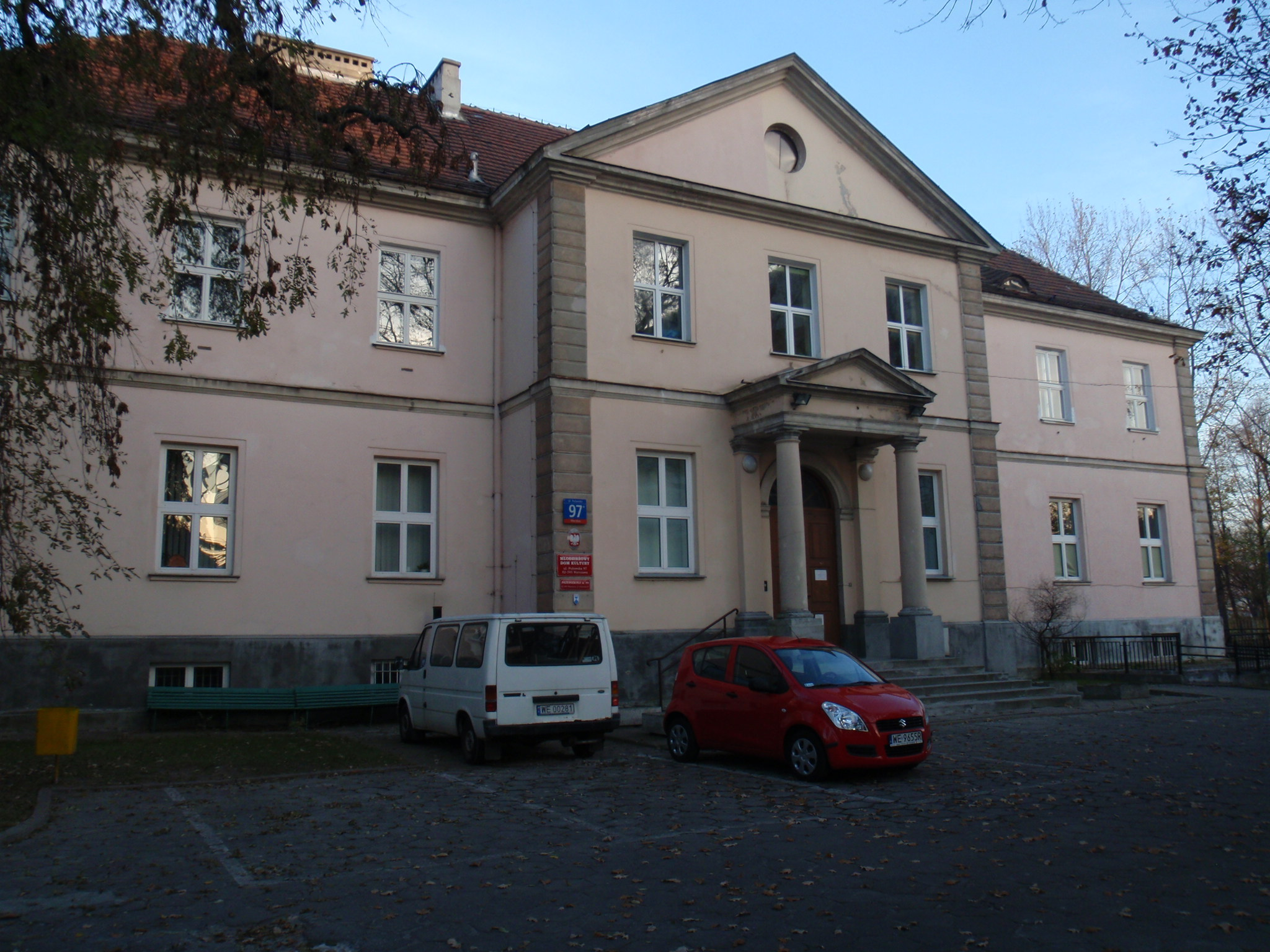
Mokotowski Dom Kultury przy ul. Puławskiej 97 w Warszawie (dawny pałac hrabiego Xawerego Pusłowskiego i siedziba Instytutu od 1862)

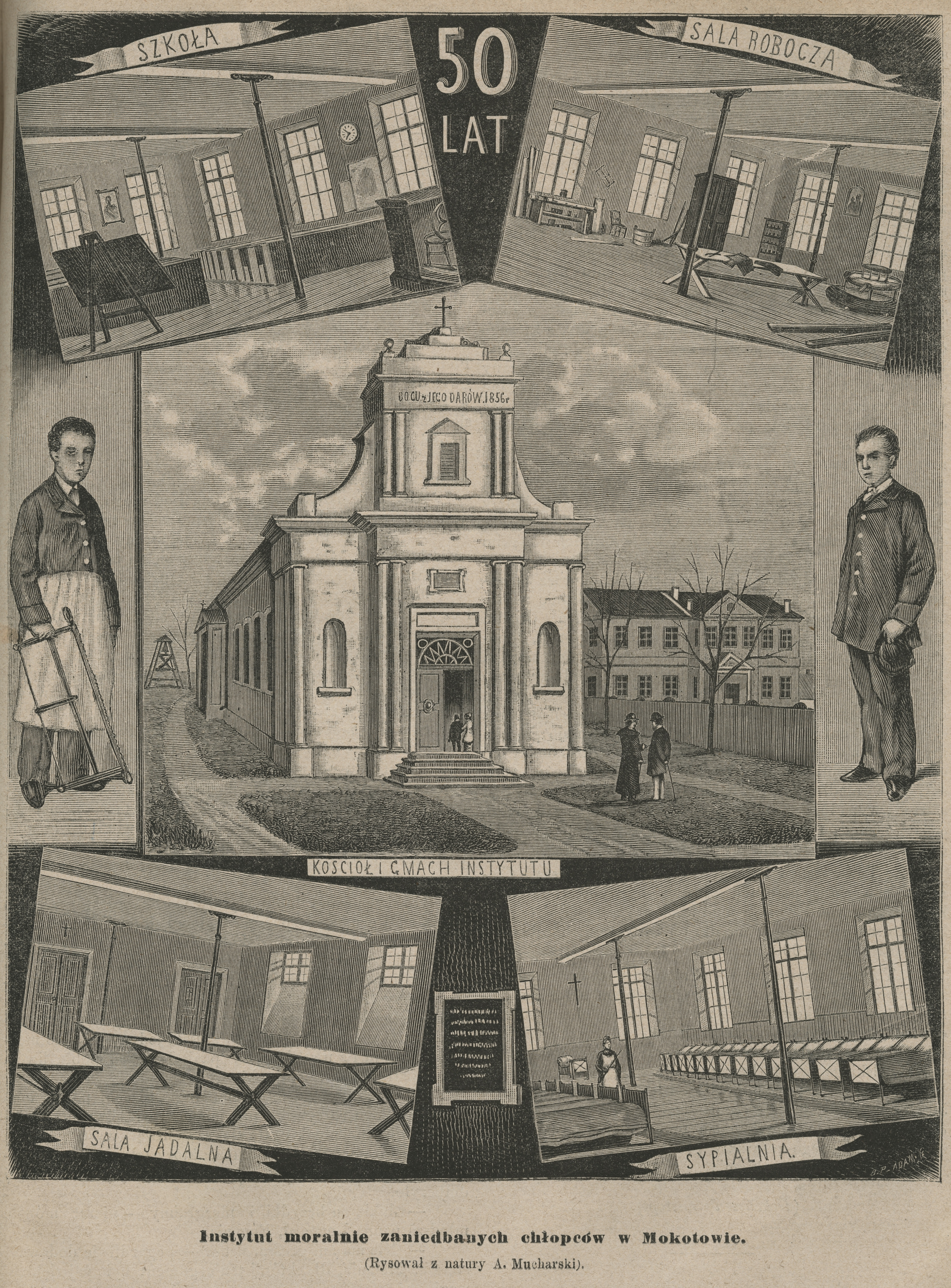
Kościół i gmach Instytutu Moralnie Zaniedbanych Dzieci. Grafika umieszczona w Biesiadzie Literackiej z okazji 50-lecia istnienia instytucji.

Instytut Moralnie Zaniedbanych Dzieci na Mokotowie – polska instytucja opieki społecznej założona 1 października 1830 w Warszawie, przy ówczesnej ul. Okopowej nr 3109. Była pierwszą placówką wychowawczą w Warszawie.

## Historia
Instytucja powstała z inicjatywy hrabiego Fryderyka Skarbka z pomocą hrabiego Andrzeja Zamoyskiego, przy wsparciu ofiarodawców, rządu i donacji Judyty Jakubowiczowej. W procesie wychowawczym obowiązywał rygor, izolacja od środowiska zewnętrznego (np. korespondencja była możliwa tylko za pośrednictwem zarządu), nieujawnianie danych osobowych wychowanków (numery zamiast nazwisk), obowiązek wykonywania pracy i uczenia się, uczestnictwo w lekcjach religii, a także kary za przewinienia. Mimo tego w pracy z dziećmi nie stosowano przesadnych represji, a opierała się ona głównie na związku emocjonalnym z dzieckiem i kształtowaniu zaufania. Franciszek Walczakiewicz, tak opisywał  wychowanków: zbłąkani chłopcy, posiadający złe nałogi i instynkty, nad wytępieniem których trzeba rozumnie i wytrwale pracować.
Instytut zamknięto 15 marca 1831 w wyniku działań wojennych powstania listopadowego. Jego siedziba została zburzona w dniach 6-7 września 1831. Placówkę reaktywowano w 1834 dzięki ofiarności osób prywatnych. W myśl zasad funkcjonowania Instytutu, przeznaczony był on dla chłopców w wieku od 6 do 14 lat, którzy zostali zatrzymani przez policję za włóczęgostwo, żebractwo czy drobne kradzieże. Placówka przyjmowała również dzieci oddane przez rodziców lub opiekunów, jako zdemoralizowane.
Siedziba instytucji zmieniała się kilkakrotnie, przy czym od 1862 funkcjonowała w pałacu hrabiego Xawerego Pusłowskiego przy ul. Puławskiej 97, zaprojektowanym przez Henryka Marconiego. W tym czasie przyjmowano najpierw wyłącznie chłopców w wieku od 8 do 15 lat, którzy weszli w konflikt z prawem. Potem również udzielano schronienia dzieciom nie występnym, ile ubogim. Podczas II wojny światowej przyczyniono się do uratowania około pięciuset dzieci żydowskich.
Instytucja przetrwała do czasu powstania warszawskiego, kiedy to budynek został zniszczony. Odbudowano go w 1959, a od 1 stycznia 1968 mieści Młodzieżowy Dom Kultury.